# Atteva charopis
Atteva charopis is een vlinder uit de familie Attevidae. De wetenschappelijke naam van de soort werd in 1903 gepubliceerd door Turner.